# Nicolaus von Weis
Nicolaus von Weis (Rimling, 18 marzo 1796 – Spira, 13 dicembre 1869) è stato un vescovo cattolico tedesco.

## Biografia
Studiò filosofia e teologia nel seminario di Magonza e fu ordinato prete il 22 agosto 1818.
Fu docente in seminario e poi, dal 1820, parroco di Dudenhofen. Insieme con Andreas Räß, nel 1821 fondo il giornale Der Katholik.
Entrato in contrasto con il vescovo di Spira, Matthäus Georg von Chandelle, nel 1822 si trasferì a Magonza; fece ritorno a Spira nel 1837, dopo l'elezione a vescovo del suo amico Johannes von Geissel.
Fu eletto vescovo di Spira nel 1842.
Le politiche governative non gli consentirono a lungo di far arrivare comunità religiose in diocesi e solo nel 1850 poté far giungere dei preti per la predicazioni delle missioni al popolo; nel 1852 fondò la congregazione delle Povere suore insegnanti di San Domenico con l'intento di organizzare un sistema di scuole cattoliche da contrapporre a quelle laiche.

## Genealogia episcopale
La genealogia episcopale è:
- Cardinale Scipione Rebiba
- Cardinale Giulio Antonio Santori
- Cardinale Girolamo Bernerio, O.P.
- Arcivescovo Galeazzo Sanvitale
- Cardinale Ludovico Ludovisi
- Cardinale Luigi Caetani
- Cardinale Ulderico Carpegna
- Cardinale Paluzzo Paluzzi Altieri degli Albertoni
- Papa Benedetto XIII
- Papa Benedetto XIV
- Papa Clemente XIII
- Cardinale Giovanni Carlo Boschi
- Cardinale Bartolomeo Pacca
- Cardinale Francesco Serra-Cassano
- Arcivescovo Lothar Anselm von Gebsattel
- Vescovo Nicolaus von Weis